# Echo (mini-série)
Pour les articles homonymes, voir Écho et Échos.
Ne doit pas être confondu avec Échos (mini-série).
Secret Invasion Agatha All Along
Echo est une mini-série américaine créée par Marion Dayre et disponible en ligne depuis le 10 janvier 2024 sur les services de streaming Disney+ et Hulu. Elle est basée sur le personnage de Marvel Comics du même nom. L'intrigue se déroule dans l'Univers cinématographique Marvel (MCU), partageant la continuité avec les films de la franchise, et se situe dans la continuité après les événements de la série Hawkeye (2021), dans le cadre de la phase V du MCU.
Dayre sert de scénariste en chef pour la série avec Sydney Freeland à la tête de l'équipe de réalisation.
Alaqua Cox reprend son rôle de Maya Lopez / Echo de la série Hawkeye, avec Chaske Spencer, Tantoo Cardinal, Devery Jacobs, Cody Lightning, Graham Greene, Zahn McClarnon, Vincent D'Onofrio et Charlie Cox. Le développement du spin-off a commencé en mars 2021, avec Etan et Emily Cohen attachés en tant que scénaristes en chef, et Alaqua Cox a confirmé son retour. La série a été officiellement annoncée en novembre 2021, lorsque Dayre s'est révélée être la scénariste en chef, Freeland devant être à la réalisation d'ici mars 2022. Le tournage a commencé fin avril 2022 et durera jusqu'en septembre 2022, se déroulant dans la région métropolitaine d'Atlanta. En mai 2022, Marvel a révélé d'autres membres de la distribution et que Catriona McKenzie réaliserait certains épisodes de la série. La mini-série est la première production Marvel Studios sous le label Marvel Spotlight, qui réunira des productions liées au MCU mais sans lien direct avec l'intrigue principale de l'univers partagé.

## Synopsis
Après sa rencontre avec Clint Barton à New York, Maya Lopez retourne dans sa ville natale dans l'Oklahoma, où elle doit accepter son passé, renouer avec ses racines amérindiennes et embrasser sa famille et sa communauté.

## Distribution
Sauf indication contraire, les informations mentionnées dans cette section peuvent être confirmées par les bases de données cinématographiques IMDb et Allociné,  présentes dans la section « Liens externes ».

### Acteurs principaux
Note : Les acteurs ci-dessous sont crédités dans la distribution principale uniquement dans les épisodes où ils apparaissent.
- Alaqua Cox (VF : Joy Feldman) : Maya Lopez / Echo
- Chaske Spencer (VF : Éric Aubrahn) : Henry Lopez / Black Crow
- Tantoo Cardinal (VF : Cathy Cerdà) : Chula, la grand-mère de Maya
- Charlie Cox (VF : Sylvain Agaësse) : Matt Murdock / Daredevil (épisode 1)
- Devery Jacobs (VF : Geneviève Doang) : Bonnie, la cousine de Maya
- Zahn McClarnon (VF : Didier Long) : William Lopez, le père de Maya (épisodes 1 et 4)
- Cody Lightning (en) (VF : Laurent Gris) : cousin Biscuits
- Graham Greene (VF : Benoît Allemane) : Skully, le grand-père de Maya
- Vincent D'Onofrio (VF : Thierry Hancisse) : Wilson Fisk / le Caïd (4 épisodes)

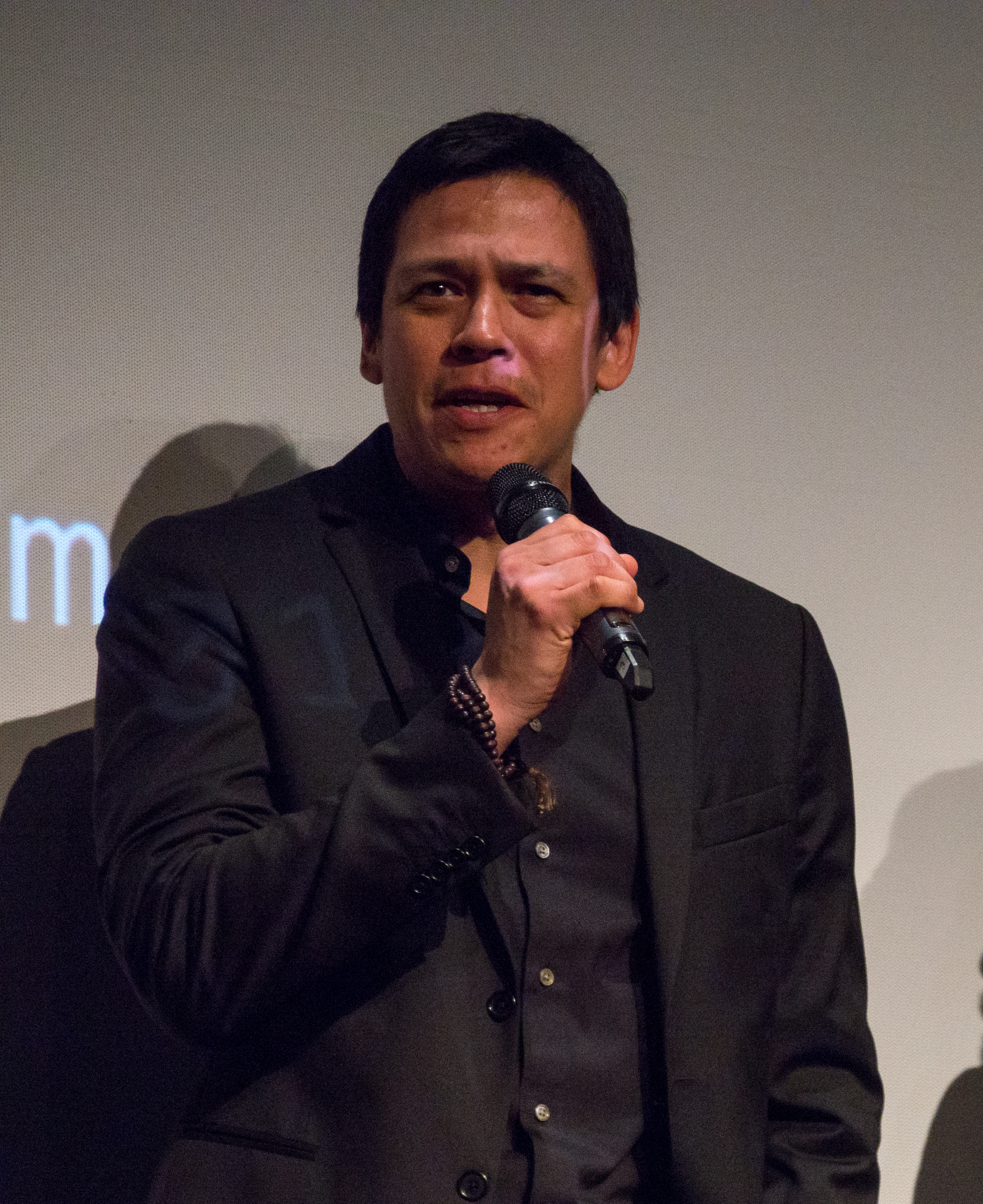
Chaske Spencer dans le rôle d'Henry Lopez
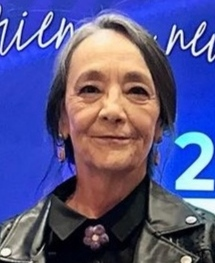
Tantoo Cardinal dans le rôle de Chula
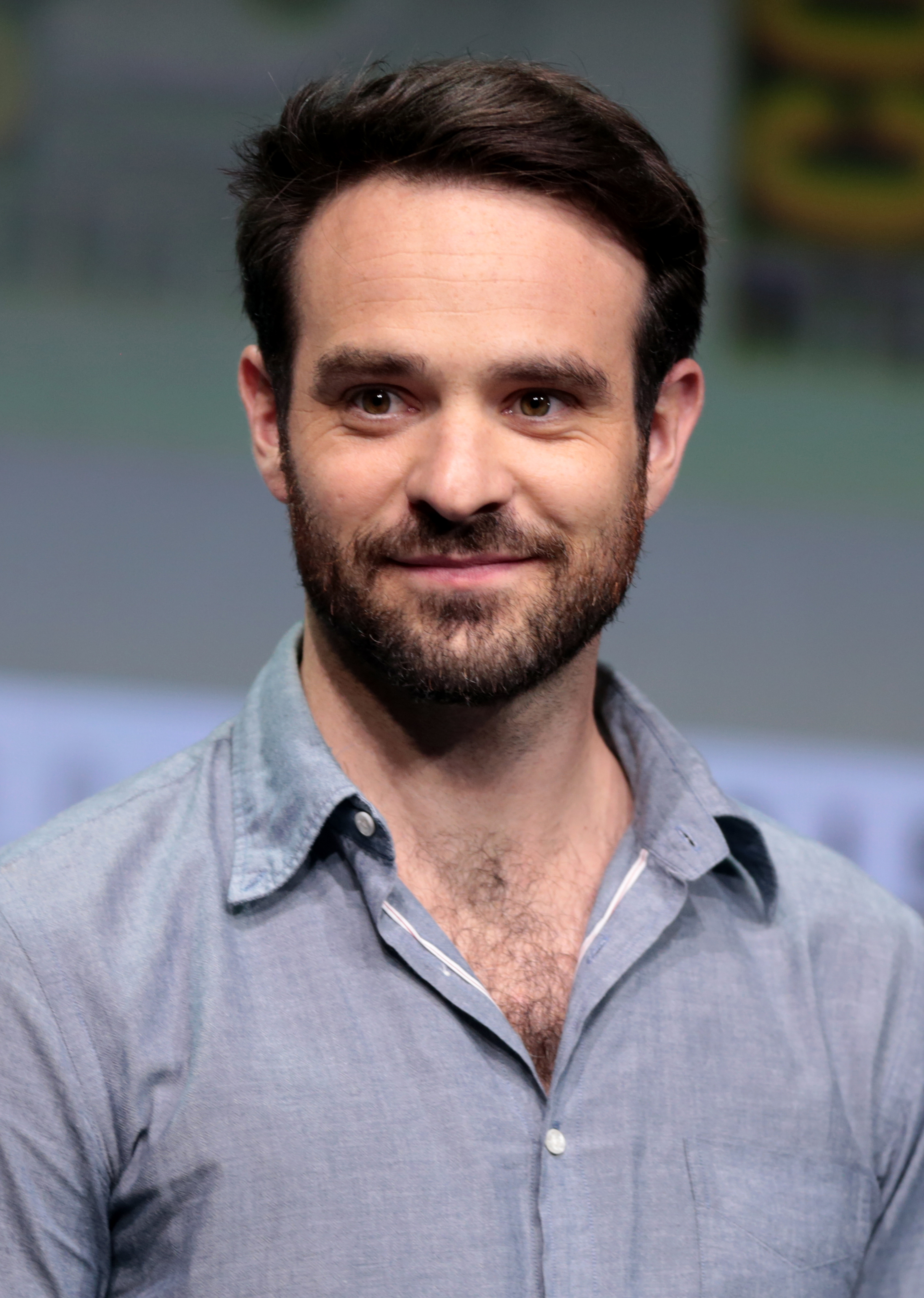
Charlie Cox dans le rôle de Matt Murdock
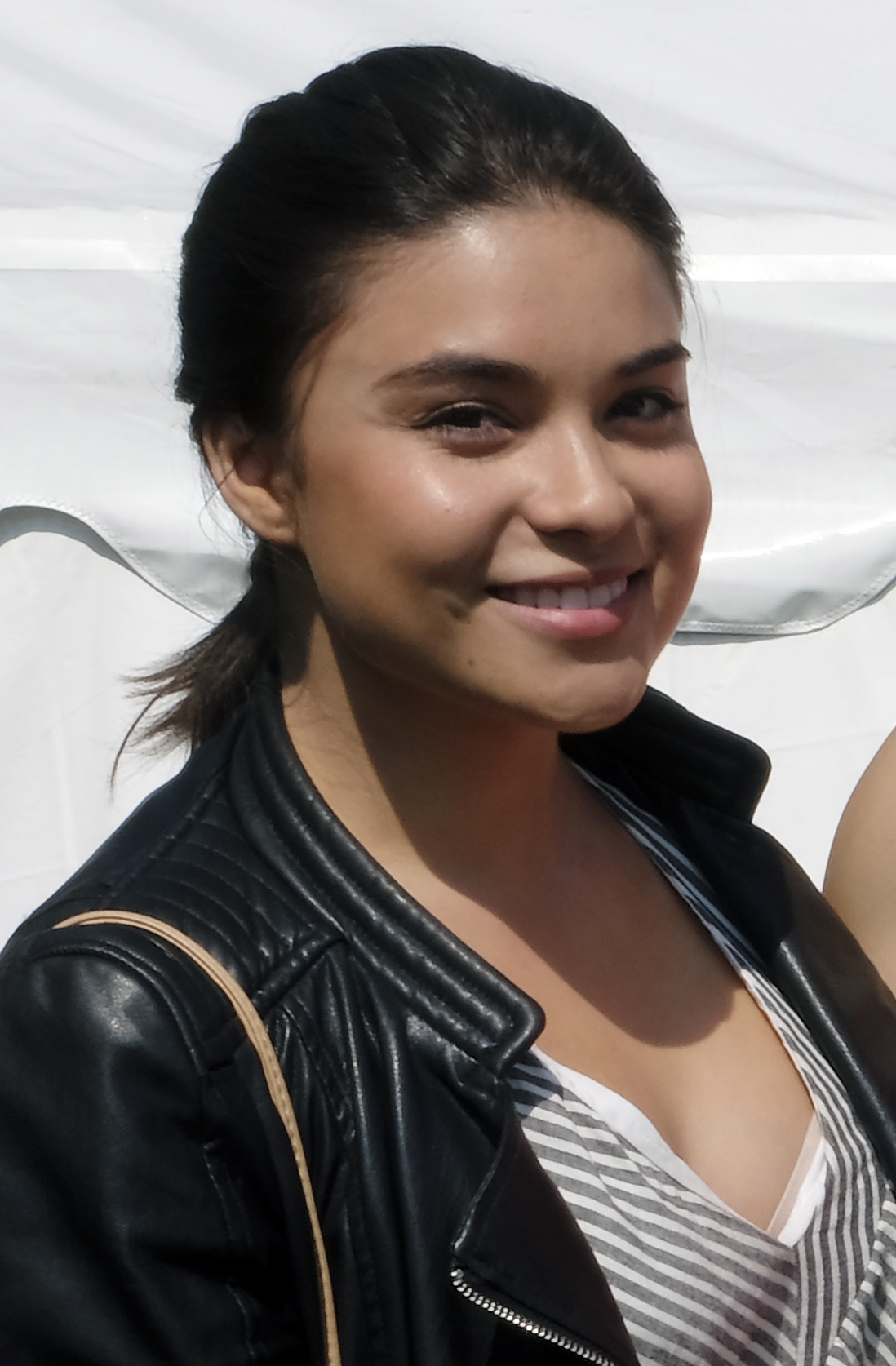
Devery Jacobs dans le rôle de Bonnie
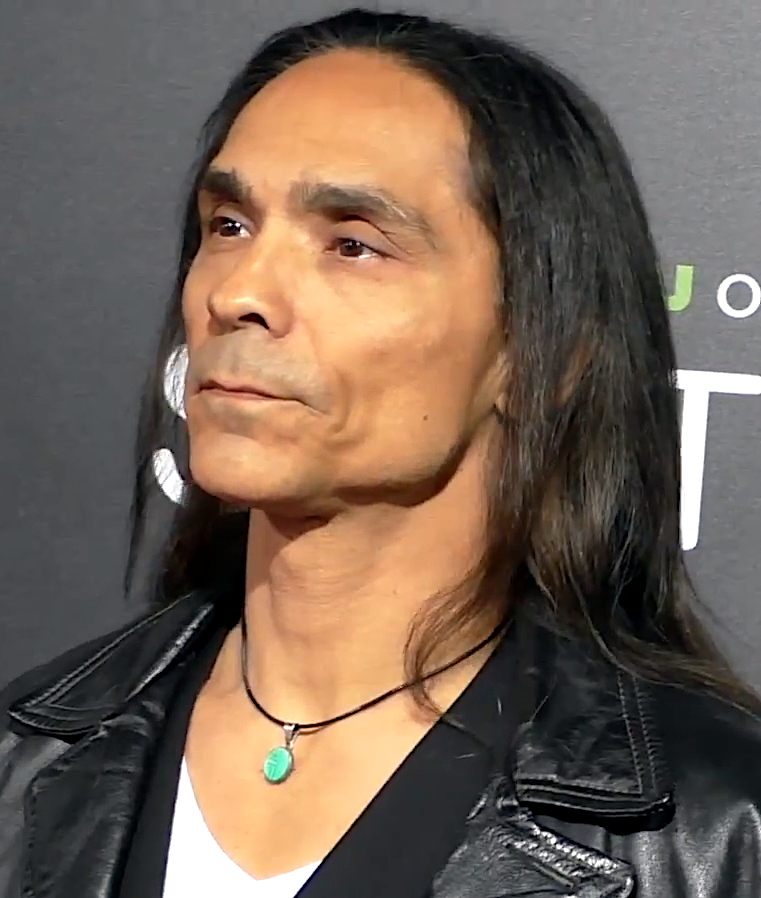
Zahn McClarnon dans le rôle de William Lopez
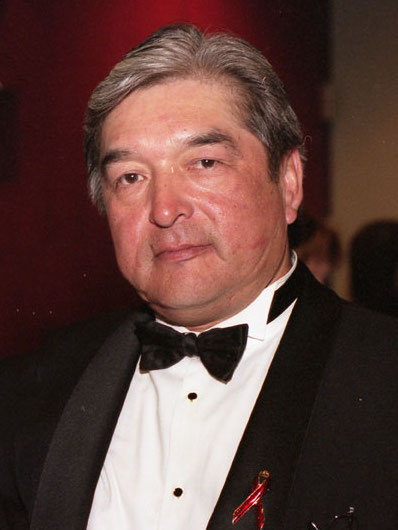
Graham Greene dans le rôle de Skully
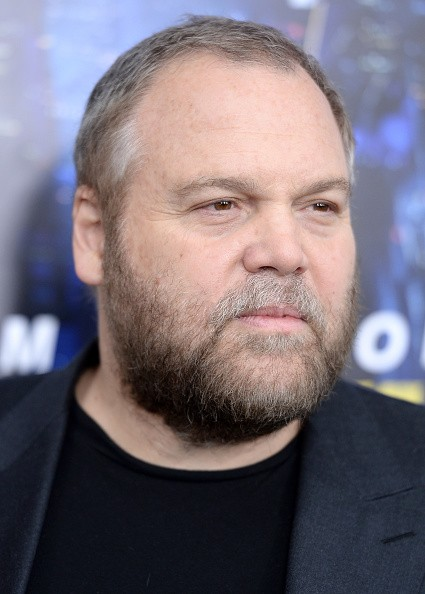
Vincent D'Onofrio dans le rôle de Wilson Fisk

### Acteurs récurrents
- Andrew Howard (VF : Boris Rehlinger) : Zane
- Thomas E. Sullivan (VF : Jim Redler) : Victor « Vickie » Tyson
- Julia Jones : Chafa
- Morningstar Angeline : Lowak
- Dannie McCallum : Tuklo
- Katarina Ziervogel : Taloa, la mère de Maya
- Darnell Besaw : Maya, enfant

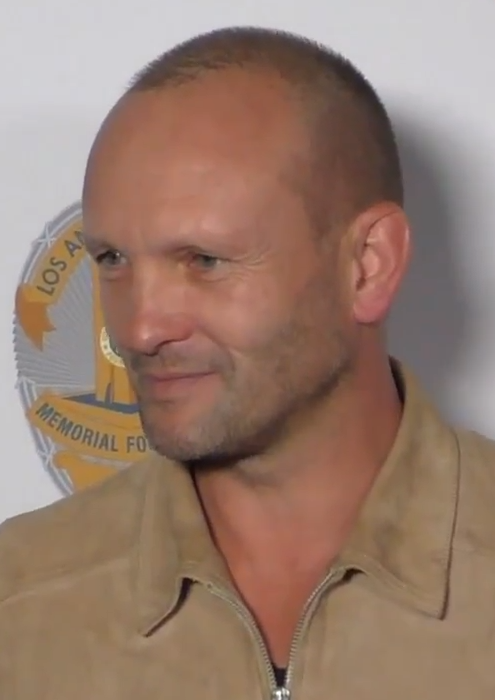
Andrew Howard dans le rôle de Zane
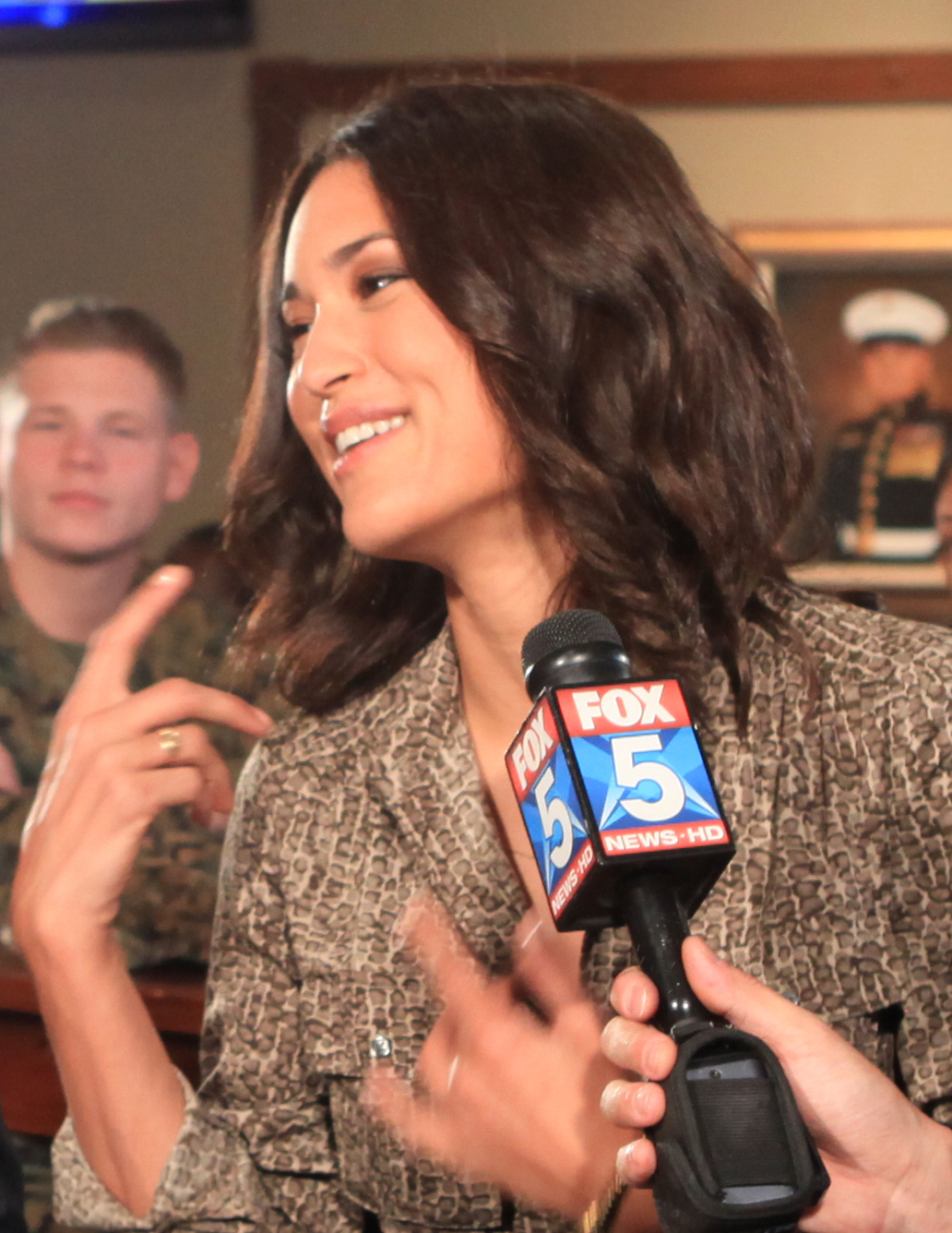
Julia Jones dans le rôle de Chafa

### Invités
- Wren Zhawenim Gotts : Bonnie, enfant (épisode 1)
- Jeremy Renner (VF : Jérôme Pauwels) : Clint Barton / Ronin (Hawkeye) (images d'archives tirées de la série Hawkeye) (épisode 1)
- Isabella Madrigal : Chula, jeune (épisode 4)
- Richie Palmer, Sr. : Bill Fisk (voix) (épisode 5)
- ML Gemmill : Marlene Fisk (voix) (épisode 5)

## Production

### Genèse et développement
En décembre 2020, Alaqua Cox a été annoncée comme ayant été choisie pour le personnage de Maya Lopez / Echo dans la série Disney+ de Marvel Studios Hawkeye (2021). En mars 2021, Marvel Studios était au début du développement d'un spin-off de Hawkeye centré sur Maya Lopez pour Disney+, avec Etan Cohen et Emily Cohen sur le point de l'écrire et de la produire. La série, intitulée Echo, a été officiellement annoncée en novembre 2021, et Marion Dayre était alors scénariste en chef à la place des Cohen. Bert & Bertie, qui ont réalisé l'épisode Echos dans la série Hawkeye dans lequel Maya Lopez est présentée, ne pensaient pas qu'ils seraient impliqués dans la série dérivée et ont estimé qu'il serait approprié que quelqu'un de la communauté amérindienne dise davantage l'histoire du personnage. En mars 2022, Sydney Freeland a partagé un casting sur sa page Instagram, indiquant son implication dans la série en tant que réalisatrice,. Marvel Studios a confirmé Freeland comme réalisatrice en mai 2022, en annonçant aussi que Catriona McKenzie dirigerait des épisodes de la série. Kevin Feige des Marvel Studios, Louis D'Esposito, Victoria Alonso, Brad Winderbaum, Stephen Broussard et Richie Palmer sont producteurs exécutifs avec Dayre et Jason Gavin, tandis que Freeland est coproductrice exécutif.

### Écriture
Une salle d'écriture pour la série avait été formée au moment où le développement du projet a été révélé en mars 2021. Au moins deux épisodes avaient été écrits à la mi-février 2022, tandis que l'écriture des autres épisodes se poursuivait. Le directeur de l'emplacement, Ryan Schaetzle, a déclaré que l'histoire se concentrerait sur une petite ville. Marvel a déclaré que la série explorerait les conséquences des actions d'Echo dans Hawkeye et révèlerait son histoire d'origine.

### Attribution des rôles
Alaqua Cox devait reprendre son rôle dans la série avec la révélation de son développement en mars 2021, ce qui a été confirmé avec l'annonce officielle de la série en novembre 2021. En août 2021, le casting de la série était en cours, avec Marvel Studios cherchant à choisir des femmes sourdes amérindiennes ou latines. En avril 2022, il a été révélé que Vincent D'Onofrio et Charlie Cox étaient impliqués dans la série, reprenant leurs rôles de Wilson Fisk / le Caïd et Matt Murdock / Daredevil des séries précédentes. À la fin du mois, Devery Jacobs a rejoint la série pour un rôle non divulgué, en fait un personnage principal nommé Julie, que Deadline Hollywood a décrite comme "résiliente et volontaire". En mai 2022, Marvel a confirmé le casting de Jacobs et a annoncé que Chaske Spencer, Tantoo Cardinal, Cody Lightning et Graham Greene joueraient également dans la série, avec Zahn McClarnon reprenant son rôle de père d'Echo, William Lopez, vu dans Hawkeye.
En avril 2022, Marvel Studios cherchait à recruter des silhouettes et des figurants, en particulier des Amérindiens, pour deux vagues de tournage. Le premier groupe d'environ trente personnes représenterait un "groupe central" de citadins, tandis que le casting de fond pour les danseurs et chanteurs de pow-wow était également en cours.

### Costume
Stacy Caballero est la costumière de la série, après avoir travaillé sur les films Thor : Ragnarok (2017) et Black Panther: Wakanda Forever (2022) en tant qu'assistante costumière.

### Tournage
Le tournage a commencé le 21 avril 2022, dans toute la région métropolitaine d'Atlanta, à Atlanta, et devait se produire le long du Great Walton Railroad à Social Circle, en Géorgie ce mois-là, avec Freeland et McKenzie réalisant. Le tournage devait également avoir lieu dans et autour de Peachtree City, en Géorgie, de fin avril à fin août 2022. La série sera filmée en utilisant les titres de travail Whole Branzino et Grasshopper. Le tournage devait auparavant commencer en février 2022, ainsi que début avril. Le tournage établissant des plans pour deux épisodes à Grantville, en Géorgie, du 16 au 20 mai 2022, dans différentes rues de la ville, le château d'eau de Grantville et le château de Bonnie. Le tournage en dehors d'Atlanta aura lieu avec le premier groupe de figurants vers le 1er juin 2022, avec le deuxième groupe pendant trois semaines en juillet, et avec les danseurs et chanteurs figurants pendant environ deux à trois semaines en juillet. Le tournage avec le premier groupe de figurants durera jusqu'en septembre 2022.
Le 26 août 2022, Alaqua Cox poste une capture d’écran de sa conversation avec son père dans sa story Instagram dans laquelle elle lui dit qu’ils ont « terminé Echo », laissant donc entendre la fin de tournage.

### Fiche technique
Sauf indication contraire, les informations mentionnées dans cette section peuvent être confirmées par la base de données cinématographiques IMDb,  présente dans la section « Liens externes ».
- Titre original et français : Echo
- Création : Marion Dayre, d'après les personnages créés par David W. Mack et Joe Quesada
- Producteurs exécutifs : Kevin Feige, Louis D'Esposito, Victoria Alonso, Brad Winderbaum, Stephen Broussard, Richie Palmer, Marion Dayre et Jason Gavin
- Société de production : Marvel Studios
- Société de distribution : Disney Media Distribution
- Budget :
- Diffuseur : Disney+ et Hulu
- Pays d'origine :  États-Unis
- Langues originales: anglais, langue des signes américaine, chacta
- Format : couleur
- Genres : super-héros
- Durée :
- Date de diffusion : 10 janvier 2024
- Classification : 
  -  États-Unis : TV-MA
  -  France : 16+ sur Disney+

Version Française
Studio de Doublage : Dubbing Brothers
Direction artistique : Gilles Morvan
Adaptation (doublage) : Caroline Vandjour, François Dubuc
(Source RS Doublage)

## Épisodes
La série est constituée de cinq épisodes, réalisés par Sydney Freeland et Catriona McKenzie. Les cinq épisodes de la série ont été mis en ligne mondialement le 10 janvier 2024 sur Disney+.

### Épisode 1:Chafa
- Mondial : 10 janvier 2024 sur Disney+

### Épisode 2:Lowak
- Mondial : 10 janvier 2024 sur Disney+

### Épisode 3:Tuklo
- Mondial : 10 janvier 2024 sur Disney+

### Épisode 4:Taloa
- Mondial : 10 janvier 2024 sur Disney+

### Épisode 5:Maya
- Mondial : 10 janvier 2024 sur Disney+